# Кюк-Тульза
Кюк-Тульза́ (фр. Cuq-Toulza, окс. Cuc Tolzan) — коммуна во Франции, находится в регионе Юг — Пиренеи. Департамент — Тарн. Входит в состав кантона Лавор-Кокань. Округ коммуны — Кастр.
Код INSEE коммуны — 81076.

## География

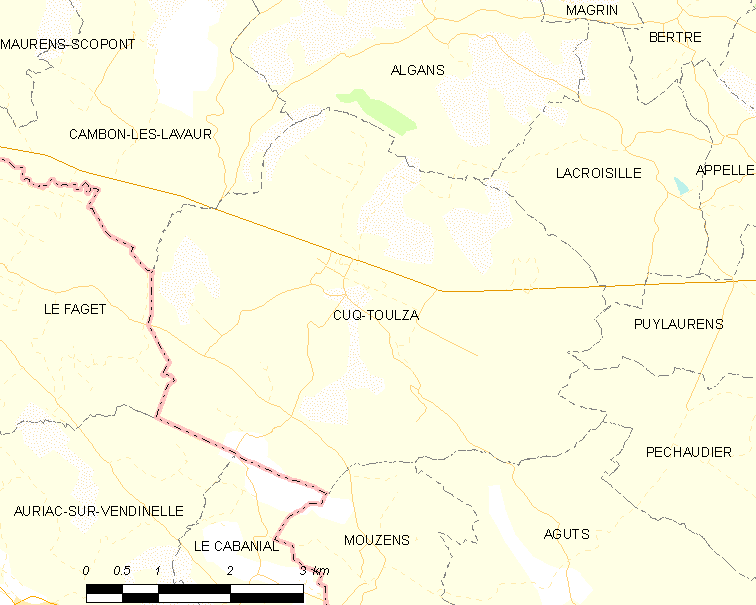
Карта коммуны

Коммуна расположена приблизительно в 590 км к югу от Парижа, в 36 км восточнее Тулузы, в 50 км к юго-западу от Альби.

## Климат
Климат умеренно-океанический. Зима мягкая и дождливая, лето жаркое с частыми грозами. Ветры довольно редки.

## Население
Население коммуны на 2010 год составляло 677 человек.
| 1962 | 1968 | 1975 | 1982 | 1990 | 1999 | 2010 |
| ---- | ---- | ---- | ---- | ---- | ---- | ---- |
| 637  | 525  | 515  | 517  | 546  | 518  | 677  |

## Администрация
| Период | Период | Фамилия         | Партия | Примечания                                              |
| ------ | ------ | --------------- | ------ | ------------------------------------------------------- |
| 1965   | 1995   | Луи Брив        |        | сенатор (1968—1995) член генерального совета(1961—1998) |
| 1995   | 2001   | …               | …      | …                                                       |
| 2001   | 2014   | Элиан Пикуэ     |        |                                                         |
| 2014   | 2020   | Жан-Клод Пинель |        |                                                         |

## Экономика
В 2007 году среди 380 человек в трудоспособном возрасте (15—64 лет) 302 были экономически активными, 78 — неактивными (показатель активности — 79,5 %, в 1999 году было 70,8 %). Из 302 активных работали 277 человек (149 мужчин и 128 женщин), безработных было 25 (12 мужчин и 13 женщин). Среди 78 неактивных 28 человек были учениками или студентами, 27 — пенсионерами, 23 были неактивными по другим причинам.